# 菲興里弗鎮區 (密蘇里州雷縣)
菲興里弗鎮區（英語：Fishing River Township）是位於美國密蘇里州雷縣的一個行政鎮區。

## 地方資料
菲興里弗鎮區的面積為141.87平方千米，當中陸地面積為141.28平方千米，而水域面積為0.59平方千米。根據2020年美國人口普查的數據，當地共有人口4944人，而人口密度為每平方千米34.85人。